# Likho Tesserae
Le Likho Tesserae sono una struttura geologica della superficie di Venere.